# David Servenay
David Servenay est un journaliste et essayiste français. Il est également scénariste de bande dessinée et il est l'un des cofondateurs de La Revue Dessinée.

## Biographie
Après avoir été rédacteur à RFI, Rue89, OWNI et avoir collaboré avec Les Inrocks, David Servenay a fondé en 2013, avec Franck Bourgeron, Olivier Jouvray, Kris, Sylvain Ricard et Virginie Ollagnier, le média la Revue Dessinée, revue trimestrielle d'actualité en bande dessinée.
Journaliste d'investigation, il a également coécrit, entre autres, Une guerre noire. Enquête sur les origines du génocide rwandais (La Découverte, 2007) avec Gabriel Périès et Au Nom de la France. Guerres secrètes au Rwanda (La Découverte, 2014) avec Benoît Collombat.
Sa nomination comme directeur de la rédaction de la revue XXI en 2022 entraîne une crise de gouvernance.

## Publications

### Essais
- Une guerre noire. Enquête sur les origines du génocide rwandais, 1959-1994 [4],[5], avec Gabriel Périès, La Découverte, 2007
- Histoire secrète du Patronat de 1945 à nos jours [6], écrit en collaboration avec Benoît Collombat, Frédéric Charpier, Martine Orange, Erwan Seznec, La Découverte, 2009, réédition en 2014.
- La Fédé : comment les socialistes ont perdu le Nord [7], avec Benoît Collombat, Le Seuil, 2012
- Au nom de la France. Guerres secrètes au Rwanda [8], avec Benoît Collombat, La Découverte, 2014

### Scénarios de bandes dessinées
- Une affaire d'Etats - Le Juge Borrel - octobre 1995, le juge Borrel est assassiné à Djibouti [9],[10],[11], dessin de Thierry Martin, collection Noctambule, Soleil, 2017
- La septième arme : une autre histoire de la République [12],[13],[14], dessin de Jake Raynal, La Découverte, 2018

### Participations à des collectifs
- La Revue dessinée : depuis 2013